# البعثة الأسترالية للقارة القطبية الجنوبية

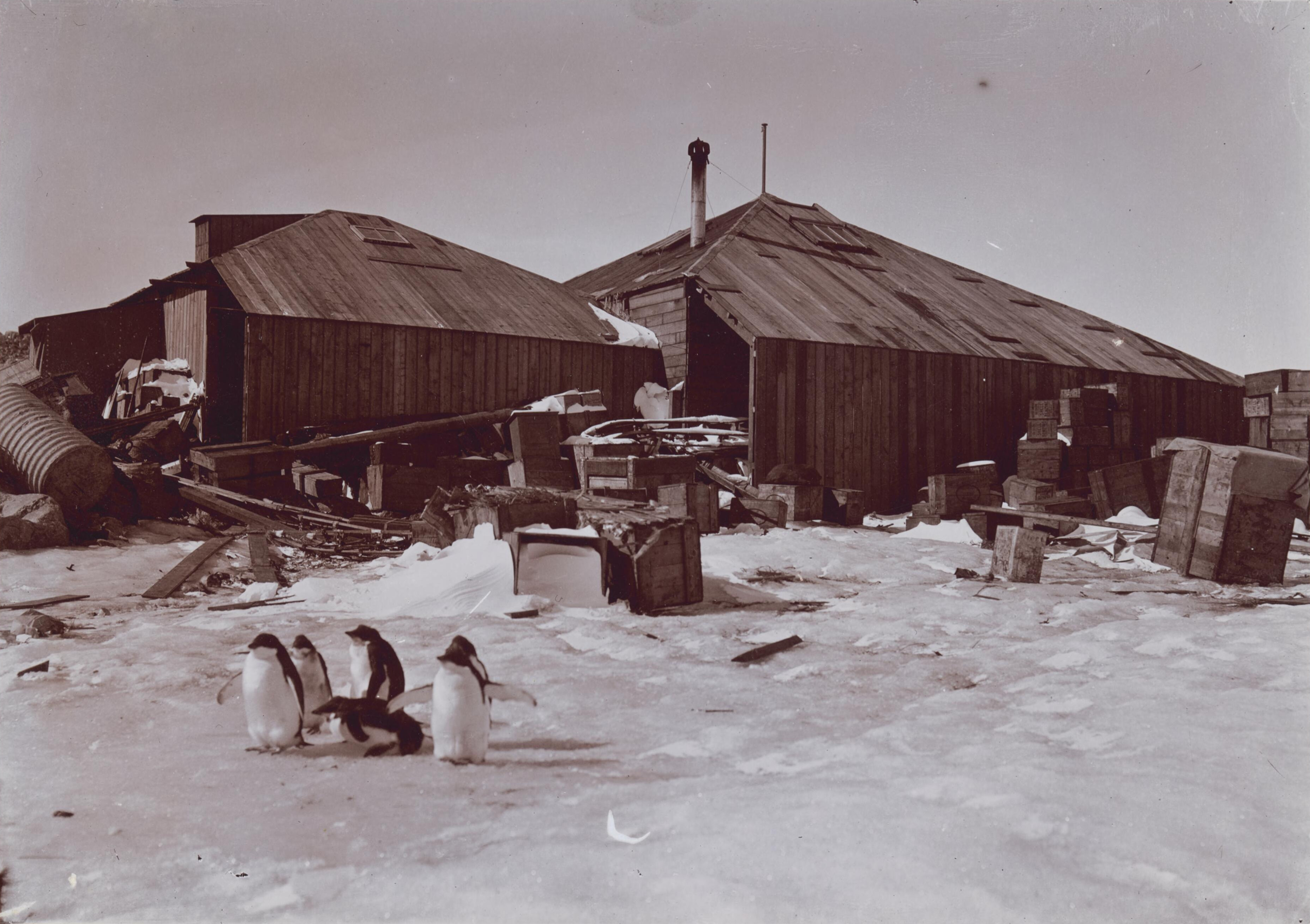
القاعدة الرئيسية التي شيدة فيما بعد

البعثة الأسترالية لأنتاركتيكا أو البعثة الأسترالية للقطب الجنوبي ارسلت أستراليا فريق لرحلة علمية لاستكشاف جزء من القارة القطبية الجنوبية بين 1911 و1914 وقاد من قبل ماوسن دوغلاس الجيولوجي الأسترالي، بدأ التخطيط لحملة لرسم خط الساحل 2000 كيلومتر الطويلة من القارة القطبية الجنوبية إلى الجنوب من أستراليا. ووافقت على خطته الجمعية الأسترالية للتقدم العلمي، وساهمت بأموال كبيرة للبعثة. وجأت الأموال المتبقية من الاكتتاب العام وتبرعات إضافية.
وأدت هذه البعثة إلى إنجازات كبيرة في الجيولوجيا، وعلم الجليد، وعلم الأحياء الأرضية، على عكس بعثة إرنست شاكلتون التي لم تثمر انجازات علمية كبيرة 

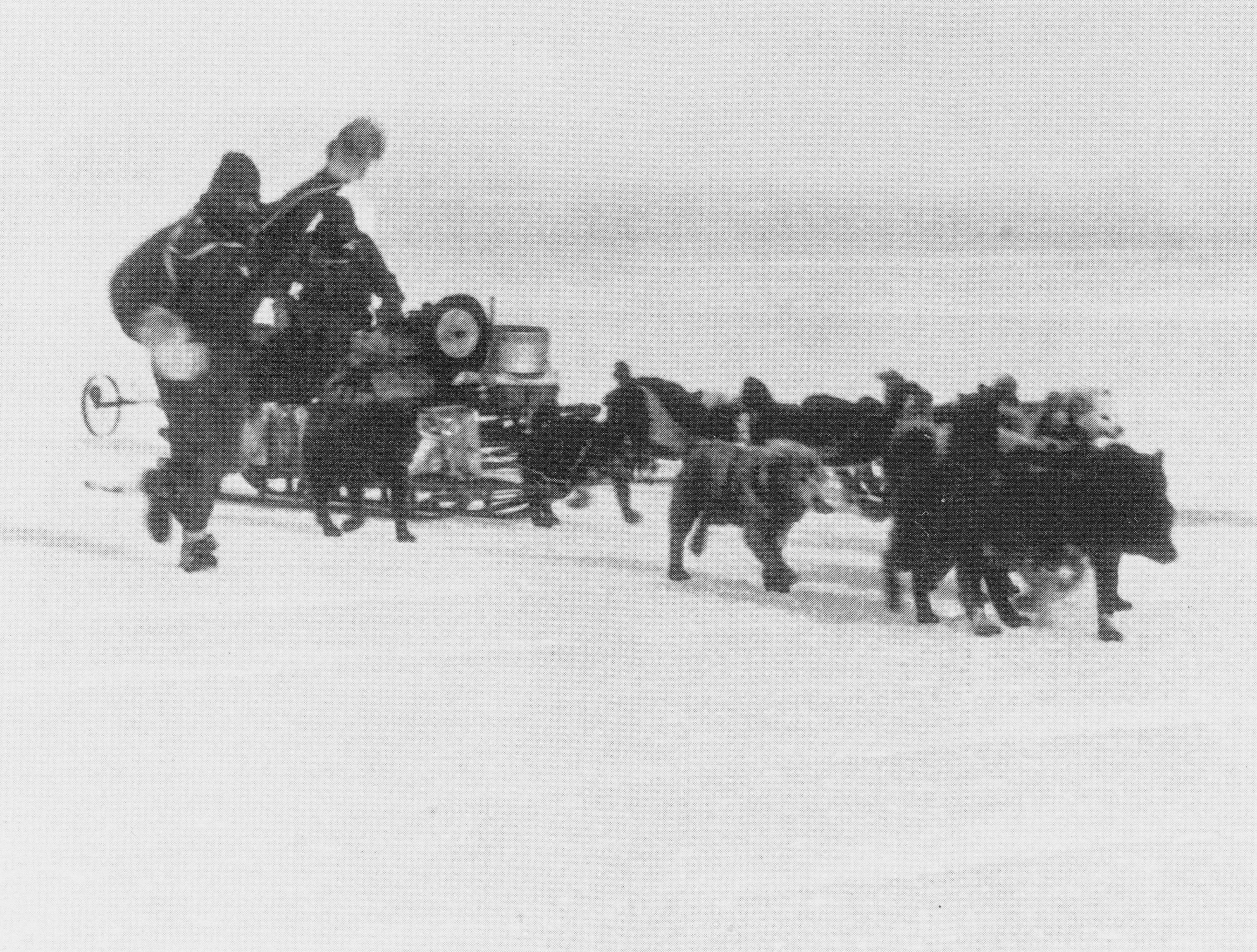
بداية الرحلة إلى أقصى الشرق سنة 1912

## الإكتشافات الجيولوجية
كما أن قائد بعثة دوغلاس ماوسن كان جيولوجي نفسه، فقد امعن النظر في التكوينات الصخرية للوصول (على سبيل المثال، ان الصخور لا يغطيها الجليد) مهما كانت كثفتها وكانت سمة رئيسية من البعثة
وتم اكتشاف أيضا أول نيزك وبعدها تم اكتشاف نيازك كثيرة